# Neocatolaccus gahani
Neocatolaccus gahani är en stekelart som först beskrevs av Costa Lima 1938.  Neocatolaccus gahani ingår i släktet Neocatolaccus och familjen puppglanssteklar. Inga underarter finns listade i Catalogue of Life.